# Emberiza poliopleura
Emberiza poliopleura е вид птица от семейство Овесаркови (Emberizidae).

## Разпространение
Видът е разпространен в Етиопия, Кения, Сомалия, Судан, Танзания, Уганда и Южен Судан.